# Фаблет
Фаблет (известен още и като „телетаблет“, „телефон(о)-таблет“, „мобифонотаблет“, GSM-таблет, или като „таблетофон“, на английски: phablet (')), (на английски познат и като phonelet, tabphone или fablet) е словосливане на думите „phone“ (телефон) и „tablet“ (таблет) и е клас от мобилни устройства, който е проектиран да комбинира или да обхваща функциите на смартфон и на таблет. Фаблетите обикновено са с екрани, които диагонално варират между 5,01 и 6,9 инча (130 до 180 мм), които допълват интензивната дейност по екрана като мобилно уеббраузване и разглеждане на мултимедия. Фаблетите също така могат да включват софтуер, който е оптимизиран за интегрално индивидуално съхранение на стилус, за да се подпомогне скицирането, писането на бележки и анотирането. Въпреки че Samsung Galaxy Note (2011 г.) е като цяло признат като пионер в световния пазар на фаблети, когато е бил пуснат през 2011 г., примери на ранни устройства с подобни характеристики на формата има още от 1993 г.

## История
При проследяването на 10-те най-ранни устройства в историята на концепцията за фаблета, списание „PC Magazine“ нарича модела от 1993 г. „AT&T EO 440“ „първия истински фаблет“, следван от следните устройства:
- 2007 г. – HTC Advantage (5,0-инчов екран)
- 2007 г. – Nokia N810 WiMAX Edition (4,13" екран)
- 2009 г. – Verizon Hub (7,0" екран)
- 2010 г. – LG GW990 (4,8" екран)
- 2010 г. – Dell Streak (5,0" екран)
- 2011 г. – Dell Streak 7 (7.0" екран)
- 2011 г. – Acer Iconia Smart (4,8" екран)
- 2011 г. – Samsung Galaxy Player 5 (5,0" екран)
- 2011 г. – Pantech Pocket
- 2011 г. – Samsung Galaxy Note (5,3" екран)

Основанията на операционната система Android Dell Streak включвал 5-инчов екран (130 мм) с размери 800×480 и интерфейс, оптимизиран за работа с широки екрани. Рецензентите попаднали на проблеми с остарялата си операционна система, Android 1.6 (която все още не била оптимизирана за такъв голям размер на екрана) и устройството не било комерсиално успешно.
Моделът Samsung Galaxy Note използвал 5,3-инчов (130 мм) екран. Докато някои медии оспорили жизнеспособността на устройството, Galaxy Note получил позитивен прием заради функционалността на своята писалка-стилус, скоростта на своя 1,5-GHz-ов двуядрен процесор и преимуществата на своя високорезолюционен екран. Фаблетът Galaxy Note били комерсиален успех; през декември 2011 г. Samsung обявили, че са продали 1 млн. Galaxy Note устройства в рамките на 2 месеца. През февруари 2012 г. Samsung дебютирали версия на Note с поддръжка на 4G LTE и към май 2012 г. Note получил обновление на операционната си система от Android 2.3 до Android 4.0. Към август 2012 г. в световен мащаб били продадени 10 млн. броя устройства Note.
Устройството Samsung Galaxy Note II от 2012 г. използвало 1,6-GHz-ов четириядрен процесор, екран с размери 5,55 инча (141 мм) и способността да се пускат 2 приложения едновременно чрез изглед с разделен екран (т. нар. „split-screen view“). За 2 месеца продажбите на Galaxy Note II достигнали 5 млн. продадени копия. Моделът LG Optimus Vu от 2012 г. използвал 5-инчов (130-мм-ов) екран с необичайно съотношение на страните 4:3 за разлика от съотношението на страните 16:9, който се използва от повечето смартфони. През 2013 г. към редиците на много телеоператори освен Galaxy Note II се присъединява и устройство с почти еднакви размери – LG Optimus G Pro, пуснато на пазара през април същата година.
Примери за фаблети с Android с екрани, които надвишават 6 инча, започнали да се появяват през 2013 г.; примери за такива фаблети са устройството на китайската компания Huawei – Ascend Mate, чиито 6,1-инчов екран бил представен за първи път на Consumer Electronics Show, както и представения от Samsung модел Galaxy Mega, фаблет с вариант от 6,3 инча, но за разлика от линията Galaxy Note, то нямало писалка-стилус. Като вариация на тази концепция, Asus и Samsung също представили и иначе малки като размери таблети – устройствата FonePad, Galaxy Note 8.0 и Galaxy Tab 3 8.0, с клетъчна свързаност и възможност за поставяне на гласови повиквания. По-късно през същата година Nokia също представила фаблети операционна система Windows Phone 8, като 6-инчовия Lumia 1520.

### Влияние върху пазара
В един анализ електронното издание „Engadget“ идентифицирало падащи цени на екраните, увеличение на ефективността на мощта на екрана, увеличение на живота на батерията и еволюиращата важност на разглеждането на мултимедия като критични фактори за популярността на фаблета. Нуждата на потребителите от устройства от типа „всичко в едно“, които могат да служат както като телефон, така и като таблет, особено в развиващи се пазари, също било считано като фактор за ръста на пазара на фаблети. Феблитите също били популярни сред по-стара демографска линия от потребители на смартфони, тъй като големите екрани на фаблетите предоставят помощ за тези с влошено зрение.
През 2012 г. списание „Forbes“ отбелязало, че въпреки че повечето дрехи не могат да държат типичен фаблетен компютър, мъжките дрехи в частност могат и може добре да се адаптират, за да се приспособят към размера на фаблетите. Дъг Конклин (Doug Conklyn), вицепрезидент на глобалния дизайн за фирмата Dockers казал на Fox News, че компанията му преправила размера на джобовете на своите модели панталони, „за да се пригодят към растящия размер на смартфоните.“
През януари 2013 г. IHS съобщили, че 25,6 млн. фаблетни устройства били продадени през 2012 г. и изчислили приблизително, че тези числа ще нараснат до 60,4 млн. през 2013 г. и до 146 млн. до 2016 г. Barclays предсказали, че продажбите на фаблети ще нараснат от 27 млн. през 2012 г. до 230 млн. през 2015 г. През септември 2013 г. корпорацията „International Data Corporation“ (IDC) докладвали, че нейното изследване сочи, че смартфоните с размери на фаблети „обзели доставките както на лаптопи, така и на таблети в Азия през второто четиримесечие на 2013 г.“